# Пауэрс, Уолтер
Уолтер Пауэрс III (англ. Walter Powers III) — американский бас-гитарист. С конца 1970 по конец 1971 года был участником The Velvet Underground.
Родился 4 августа 1946 года в Бостоне, штат Массачусетс. До прихода в The Velvet Underground он играл вместе с Уилли Александером (также будущим коллегой по Velvet) в базирующейся в Бостоне группе The Lost в период с 1964 по 1967 годы, во время которого они гастролировали с Beach Boys, а с 1967 года вместе с Александером и другим также будущим коллегой по Velvet, Дугом Юлом — в The Grass Menagerie. Также он был бас-гитаристом другой бостонской группы, — Listening (в 1968 году на Vanguard был выпущен одноимённый и единственный альбом).
Когда Лу Рид покинул Velvet Underground в конце августа 1970 года, Дуг Юл взял на себя лидерство в этой группе и перешёл с бас-гитары на вокал и гитару. Юл попросил Пауэрса присоединиться к нему, чтобы занять место бас-гитариста; свой первый (известный) концерт с группой Пауэрс отыграл 19 ноября 1970 года в Брин-Моур, штат Пенсильвания. Также в конце 1970 года группа, состоявшая на тот момент из Юла, Пауэрса, Стерлинга Моррисона и Морин Такер записала две песни для Atlantic Records; композиции Дуга Юла «Friends» и «She’ll Make You Cry», которые так и не были изданы (позже обе были перезаписаны с другими музыкантами для скандального альбома 1973 года Squeeze, вышедшего на Polydor).
В течение 1971 года Velvet Underground много гастролировали по северу и северо-востоку Соединённых Штатов, а затем отправились в короткий осенний тур по Европе в поддержку текущего на тот момент альбома Loaded, дав концерты в Англии, Шотландии и Нидерландах. После завершения тура по 21 ноября 1971 года в Гронингене, группа планировала начать запись нового альбома, но менеджер Стив Сесник отправил всю группу, кроме Юла обратно домой, чтобы предположительно сохранить максимальный контроль над продуктом (альбом Squeeze) и закончив тем самым время пребывания Пауэрса с группой.
В 1982 году Пауэрс гастролировал по Франции вместе с Александером в поддержку тогдашних альбомов последнего. С тех пор похоже Пауэрс бросил музыку, вернувшись обратно в Бостон, чтобы работать в библиотеках Массачусетского технологического института, где он играет в [музыкальной] группе из сотрудников библиотеки Dewey and the Decimals и играет в любительской софтбольной команде за MIT Libraries Bibliotechs.

## Дискография

### С Уилли Александером
- Solo Loco (1981)
- Solo Loco Redux (2002)
- Autre Chose: Live (1982)

### С The Velvet Underground
- Final V.U. 1971-1973 (записан в 1971—1973, выпущен в 2001)